# Léaupartie
Léaupartie är en kommun i departementet Calvados i regionen Normandie i norra Frankrike. Kommunen ligger i kantonen Cambremer som ligger i arrondissementet Lisieux. År 2022 hade Léaupartie 87 invånare.

## Befolkningsutveckling
Antalet invånare i kommunen Léaupartie
Referens: INSEE